# جوليو ألكورسي
جوليو ألكورسي (بالإسبانية: Julio Alcorsé)‏ (17 سبتمبر 1981 في سانتا في في الأرجنتين – )؛ هو لاعب كرة قدم أرجنتيني يلعب كمهاجم.

## وصلات خارجية
- جوليو ألكورسي على موقع قاعدة بيانات كرة القدم.إي يو (الإنجليزية)
- جوليو ألكورسي على موقع عالم كرة القدم.نت (الإنجليزية)